# Timothée Atouba
Thimothée Atouba, född den 17 februari 1982 i Douala, är en kamerunsk före detta fotbollsspelare (försvarare). Han spelade 44 landskamper för Kameruns landslag.